# Wikipédia, dans les coulisses de la plus grande encyclopédie du monde
Wikipédia, dans les coulisses de la plus grande encyclopédie du monde est un livre publié en 2021 aux éditions First par Rémi Mathis sur le fonctionnement de Wikipédia, ses contributeurs, son évolution, et plus généralement sur l'histoire de Wikipédia.
Rémi Mathis, historien et conservateur à la BNF à Paris, a été à titre bénévole président de l'association Wikimédia France de 2011 à 2014.

## Présentation
Rémi Mathis annonce qu'il va sortir ce livre alors que Wikipédia, créée le 15 janvier 2001, fête ses vingt ans, étape importante de l'histoire de Wikipédia,.
Dans ce qui est considéré par le magazine professionnel du livre Livres Hebdo comme un « livre grand public », publié le 20 janvier 2021,, Rémi Mathis « explique de façon très claire les mécanismes de cet étrange projet » plutôt « contre-intuitif » car confiant l'expertise à des profanes, « à rebours d’une encyclopédie classique réservée aux spécialistes ».
L'auteur y répond « à toutes les questions que l’on se pose sur l’encyclopédie libre », y compris celle du droit, pour une personne ou une organisation, à « supprimer » un article qui leur « déplait ». Il rappelle en début de livre la plaisanterie disant qu'à « l'inverse du communisme, Wikipédia ne marche pas en théorie mais fonctionne en pratique », du nombre de wikipédiens actifs, de la façon pratique de contribuer, ou de qui « décide des règles ».

## Rareté des contributeurs actifs
Le livre donne un panorama actualisé des dimensions de Wikipédia en français et de ses « 20 326 contributeurs actifs », dont la définition est large : tous ceux qui ont effectué au moins « une modification sur les 30 derniers jours ».
Trois ans après, en mai 2024, ce nombre avait reculé, revenant à « 16 851 contributeurs actifs ».
Dans un chapitre consacrés aux minorités, Rémi Mathis parle des minorités ethniques et estime surtout qu'un des enjeux futurs importants est « la place des femmes dans l'encyclopédie ».
Lors de la sortie du livre, interviewé dans la presse, il observe aussi que ces « utilisateurs actifs » sont « souvent des CSP+, urbains, diplômés », en raison de la spécificité, ou la technicité, de nombreux articles parmi les « plus de 2,2 millions » disponibles en Français, qui génèrent chaque année « 11 milliards de pages » consultées, tandis qu'à l'échelle mondiale Wikipédia en compte vingt fois plus, soit 55 millions d'articles publiés, dans 309 langues différentes.

## Plafond de verre des femmes
L'auteur reconnait aussi à plusieurs reprises l'existence d'un « plafond de verre » pour expliquer la sous-représentation des femmes parmi les contributeurs à l'encyclopédie, évoquant aussi celles des ouvriers et employés. Considéré comme « un bon connaisseur de l'histoire diplomatique du XVIIe siècle », et à ce titre comme « un fort contributeur de Wikipédia sur son domaine de compétence », il avait été le fondateur du conseil scientifique de Wikipédia, prenant sa présidence en 2014, l'année où il fut nommé par le ministère de la Culture au collège de la Hadopi mais sans que sa candidature soit finalement retenue.

## Problème des consensus recherchés
L'auteur décrit l'encyclopédie comme « un petit miracle » à l'heure du triomphe des Gafam et de l'internet marchand et « le plus grand bien commun numérique que nous ait livré internet », tout en reconnaissant que sa version francophone a parfois du mal à trouver les consensus recherchés, par exemple lors de « comptes d'apothicaires pour déterminer combien disent endive et combien disent chicon » parmi les contributeurs.
Ce témoin oculaire du développement de Wikipédia y retrace, à l'occasion de son vingtième anniversaire, les débuts de l'encyclopédie, notamment la période où en 2000 à Chicago Jimmy Wales recrute la 2e figure de Wikipédia, Larry Sanger, qui « dans un premier temps », va « développer Nupedia », les deux pionniers de l'encyclopédie en ligne partageant "une philosophie de la raison" qui « accorde une importance toute particulière à la notion d’individu agissant ».

## La question de la photographie dans les musées
L'auteur raconte dans plusieurs chapitres du livre son combat pour l'autorisation de la photographie dans les musées en France, et plus généralement pour la coopération entre Wikipédia et les institutions culturelles dès le début des années 2010, via une lettre ouverte au ministre de la Culture en 2014 , qui avait eu gain de cause face aux réticences, en particulier celles du musée d'Orsay, dont le directeur avait ensuite renoncé à s'y opposer, après que la ministre Fleur Pellerin ait finalement décidé d'autoriser ces photos, regroupées dans Wikimedia Commons, la réserve d'images de l'encyclopédie parente.

## Notion d'encyclopédie
Il rappelle que le travail collaboratif existait déjà au XVIIIe siècle dans l'Encyclopédie de Denis Diderot et analyse l'expérience du dictionnaire des biographies publié en 1929 avec la collaboration d'un millier d'auteurs spécialistes, seulement la moitié de ces bibliographies ayant depuis été écrites et une partie étant déjà obsolète. Selon lui, le terme même d'encyclopédie est "problématique" pour Wikipédia, la distinction entre lecteur et auteur y disparaissant, notamment en France, où près de 70000 livres nouveaux sont publiés chaque année, ou encore en Islande où environ 10 % de la population a déjà signé un article dans une revue

## Participation des entreprises
L'auteur  écrit en particulier que "si l'article est bien écrit, informatif, neutre, se fonde sur des sources, quel problème y a-t-il à ce que son auteur ait été rémunéré", sans préciser qui rémunérerait, sociétés, associations, résponsables politiques, même s'il parle à la page suivante exclusivement des entreprises . Wikipédia, dans les coulisses de la plus grande encyclopédie du monde aborde la question de la participation concernant les pages qui les concernent via des contributions de salariés qui travaillent pour elle. Il rappelle que c'est proscrit par les règles de Wikipédia tout en estimant qu'elles pourraient à l'avenir évoluer pour que ce genre de pratique demeure plus transparente et ne s'effectue pas sous pseudonyme, permettant par exemple aux entreprises de "mettre à jour des chiffres", "présenter un historique" ou "donner un organigramme" mais sans se cacher ni imposer leur vision.

## La dimension base de données
La dimension base de données, qui permet par exemple de faire apparaitre la date du décès d'une star internationale dans toutes les versions de sa biographie dans toutes les langues, est analysée par l'auteur dans le dernier chapitre. Rémi Mathis estime qu'elle participe à une évolutions qui "révolutionne la manière dont est traitée la connaissance depuis quelques années".